# Storia dell'arte
La storia dell'arte è la disciplina teorica e storica che studia la nascita e il progresso delle espressioni artistiche, attraverso un punto di vista metodologico filosofico ed estetico oltre che semiotico, cognitivo e letterario, con particolare riguardo ai fenomeni distintivi. Nell'arco dei secoli si è formalizzata come ricerca di conoscenze, tecniche e descrizioni, utili alla comprensione delle più varie forme artistiche. Le prime descrizioni autentiche compaiono in testi greci antichi (Pausania) e romani (Plinio il Vecchio).
In quanto disciplina teorica si occupa dei principi estetici e storici della funzione estetica, della costituzione e delle variazioni di forme, degli stili e dei concetti trasmessi attraverso opere d'arte. Una grande divisione, tra arte e tecnica, nasce nell'Accademia platonica, a contrasto delle forme ibride di imitazione. Nel corso delle importanti egemonie culturali, il punto di vista dello storico dell'arte, è stato omologato alla ricerca e diffusione di canoni operativi. Nella sua veste di ricerca stilistica e biografica, essa adotta i criteri della filosofia e della storia letteraria, così come della psicologia evolutiva e della critica d'arte. 
Solo dopo la metà dell'Ottocento, l'interesse della sociologia, per studi psicologici e letterari, ha comportato un orientamento verso la comprensione del fenomeno artistico dal punto di vista dei fenomeni sociali coinvolti. In questo quadro scientifico di studi contemporanei, è stato possibile completare la ricerca da un punto di vista sociopedagogico e psicopedagogico, con teorie sulla "formatività" (Pareyson) e sull'apporto dei musei, delle gallerie e degli archivi pubblici e privati, messi in luce dalla critica contemporanea. 
La storia dell'arte è intesa anche come rispetto delle sistematicità che essa contiene e contribuisce a far conoscere, mediando tra conservazione, innovazione culturale e industriale.
Opere unitarie sulla personalità artistica ottengono l'ambito riconoscimento di ricomporre la teoria e la tecnica delle arti. Si pensi al saggio di Benvenuto Cellini. Uno dei successivi maggiori contributi, nasce con l'esperienza vivida dei manieristi al seguito di Michelangelo Buonarroti: Giorgio Vasari comprese la necessità di raccogliere le testimonianze letterarie e critiche, concrete e collezionistiche, tecniche e diaristiche proprie degli artisti e quindi raccolse utili informazioni allo scopo di tracciare la fortuna delle opere e degli artisti. 
Facendo così intese riportare la tradizione culturale italiana a partire da Giotto, costituendo un modello, presumibilmente derivato dall'arte greca, della maniera, affrancandola dall'ambito servile in cui era collocata per essere considerata un'arte libera alla pari con il lavoro intellettuale. La sua raccolta, Le vite de' più eccellenti pittori, scultori e architettori, permette di riconoscere la continuità dello stile e la necessità critica di un giudizio sull'arte e sull'architettura, ha innovato nello stile, ha dato un'impronta negli studi, almeno fino a Federico Zeri. La funzione di queste raccolte, pubblicate a mezzo stampa, ebbe colorazioni diverse. Marco Boschini, scriverà con un lessico veneziano, il modo di interpretare la pittura, in una Venezia aperta al riconoscimento e al mercato internazionale, non di meno con intenzioni allegoriche e istruttive dal punto di vista culturale e morale. 
In Italia, si sono percorse influenze profonde, ancorate a principi teorici: dalla storia della religione, all'evoluzione dei concilii, dalla manifestazione di opere pubbliche alla realizzazione di scuole, motivo per cui, una storia dell'arte, può avere come suo ancoramento intrinseco, una vocazione dal tratto antropologico culturale propria. Il metodo dello storico dell'arte, in sintesi, deve potersi avvicinare a quello del sociologo e semiotico visivo pur rappresentando conoscenze evolutive proprie e accostandosi al metodo filosofico e naturalistico delle scienze. In quanto disciplina, deve occuparsi di tutte le forme artistiche, potersi specializzare e ricoprire quindi una veste scientifica propria per poter essere trasmessa.
L'aspetto approfondito del bene culturale, così come le conoscenze di opere e di autori, in particolare in pittura, in scultura e in architettura, sono il fondamento degli studi accademici, specialistici e di ricerca. Inoltre, come ogni altra disciplina storica e umanistica, la storia dell'arte è soggetta ad un'opera di interpretazione e riconoscimento critico ed è soggetta al metodo storiografico progressivo.
Lo studio dei contesti, degli antefatti, delle condizioni ambientali e dei mutamenti, della collocazione e della condizione della conservazione, in cui un'opera è stata concepita, realizzata, recepita e studiata, nonché della committenza e dei materiali, è parte integrante sia per la comprensione del significato, delle funzioni tipiche dell'opera, sia del percorso artistico e del valore dell'opera.
A queste competenze si aggiungono la museografia e il restauro del bene culturale. Anche su questo piano, la storia dell'arte, deve poter cercare le analogie e le differenze comprese nell'opera, dal punto di vista dei legami con altre scienze, degli usi e dei costumi, nell'impegno complessivo di partecipare allo sviluppo democratico e alla conoscenza in genere.
La "descrizione analitica" (ékphrasis) del formarsi delle opere d'arte, e delle opere stesse, permette di affrontare tematiche di vasta portata: i ricettari, i trattati, i dizionari monografici, del disegno e del colore, sia tecnici che a glosse, favoriscono la divulgazione della storia delle arti, e rendono possibile una competenza settoriale, uno studio distintivo in Arti maggiori e Arti minori nel rispetto del ritrovamento. Con il contributo dell'archeologia, le opere d'arte possono essere studiate e descritte approfondendo aspetti ragionati che la costituiscono: dalle osservazioni presemiotiche e meno intenzionali, dai materiali alla conoscenza strutturata, dobbiamo il formarsi di settori propri: iconologia, iconografia, allegoria e simbolo, che di volta in volta hanno arricchito la letteratura artistica, favorendo il nascere di correnti di pensiero (ut pictura poïesis). 
Lo studio delle opere del passato, soprattutto se appartenenti a culture distanti, porta, in particolar modo, alla conoscenza e al rispetto di codici culturali e filosofici ai quali le opere fanno riferimento. Lo studio articolato delle invenzioni e delle scoperte, in storia e storia dell'arte, porterebbe ai significati teorici stessi delle opere d'arte ritenute maggiori. 
L'arte, afferma Edgar Wind, è sottoposta a principi regolativi universali, educare con l'arte, significa concedere all'espressione e al contenuto artistici, uno statuto normativo e progettuale proprio, che attinge alla forma stessa dei linguaggi dei primordi che hanno permesso la formazione del gusto, dell'estetica e dell'etica nelle varie epoche. 
I contributi degli storici dell'arte, non possono che provenire da spontanee costruzioni professionali, nozioni, competenze, disposizioni che restituite ne favoriscono l'accesso, tuttavia nel corso del Novecento sono nati veri e propri istituti di eccellenza. Ad esempio il Warburg Institute di Londra, si è occupato dell'orientamento religioso, allegorico e astrologico delle opere d'arte. 
Con la didattica museale si esprime un concetto affine, quello del significato dell'esperienza diretta del fare artistico accanto alla fruizione estetica del sapere, si favorisce la conoscenza individuale del valore estetico dell'opera d'arte. Le correnti strutturaliste e costruttiviste, linguistiche e psicologiche, hanno orientato la pedagogia artistica sulle direzioni di senso, legate alla comprensione delle procedure artistiche tecniche.

## Storia della disciplina
Nel 1842 Franz Theodor Kugler scrisse il primo libro sulla storia dell'arte al quale si deve la partizione della storia dell'arte in quattro momenti (preellenico o dei popoli primitivi, classico o dell'antichità greca e romana, "romantico" o dell'arte medievale e islamica, moderno dal rinascimento al XIX secolo), seguito nel 1855 dal diffusissimo manuale di Anton Heinrich Springer.

### Le origini dell'Arte

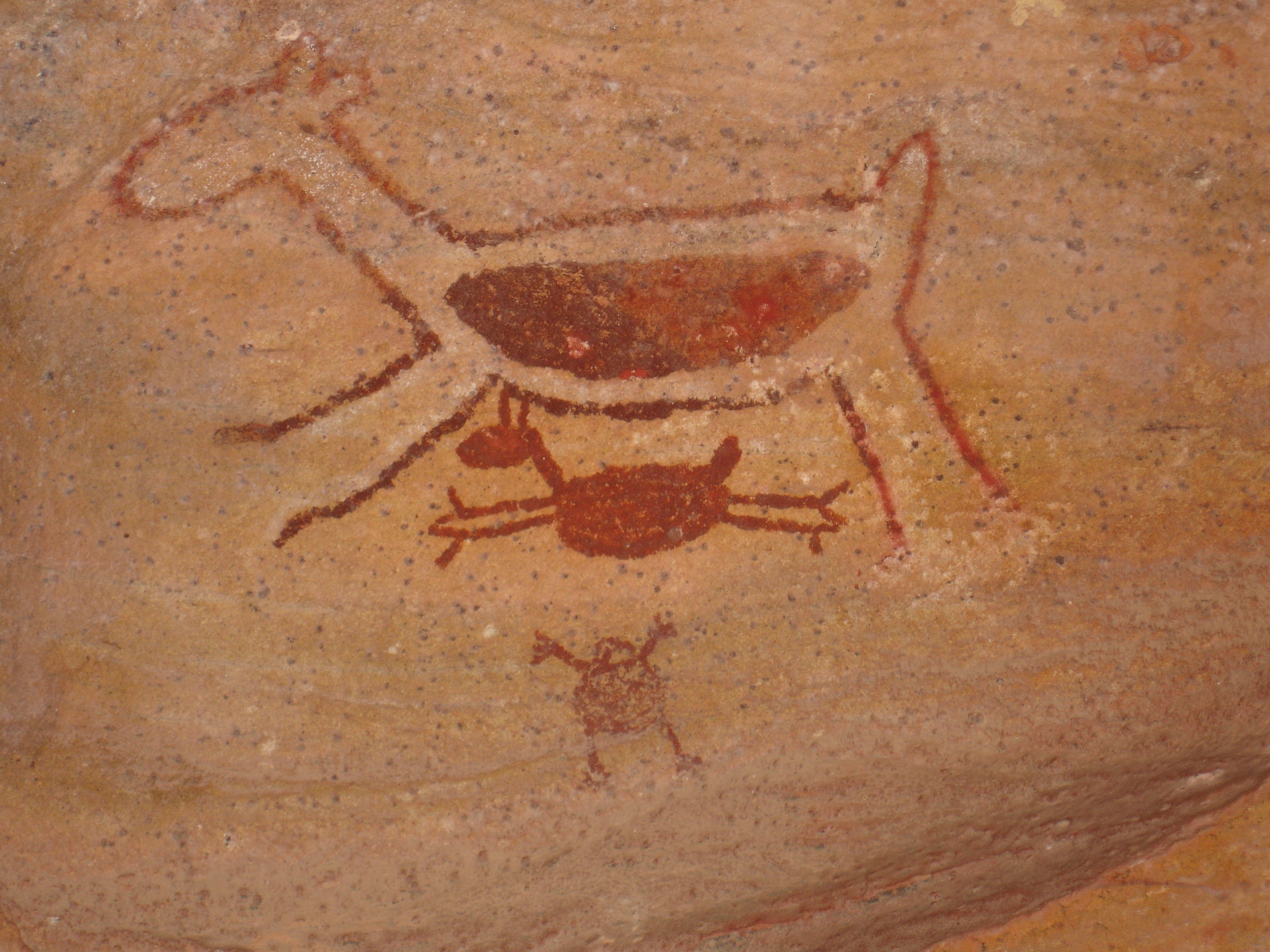
Serra da Capivara - Brasile

È complicato tracciare un preciso quadro storico sulle origini dell'arte: essa risale, infatti, alle primitive figurazioni delle popolazioni che iniziarono a riporre nella rappresentazione simbolica una concettualità artistica probabilmente, all'inizio, con intenti didascalico-narrativi o, più verosimilmente, unicamente propiziatori.
Nel Paleolitico superiore si sviluppò l'usanza di ritrarre, tramite graffiti o dipinti, immagini legate alla vita quotidiana, prevalentemente scene di caccia ma anche momenti legati all'agricoltura e all'esperienza religiosa. Il supporto era costituito dalle rocce degli interni delle grotte: grazie alla protezione dagli agenti atmosferici, molte di queste pitture (dette per l'appunto rupestri) sono giunte fino a noi.
In caso di esecuzione di graffiti, si utilizzavano rudimentali strumenti (prevalentemente in pietra), mentre per le pitture si mescolavano terre utilizzando come leganti sangue, grasso e altre sostanze, successivamente stese con l'ausilio delle mani, di bastoni o di peli di animali.
L'arte preistorica, per la sua figurazione essenziale e incisiva è stata fonte di ispirazione per molti artisti moderni, fra i quali Pablo Picasso, per alcuni aspetti quale apporto interculturale.

## Descrizione

### Temi prevalenti
Per ragioni probabilmente da ricondursi ad un più antico e profondo sviluppo dello stesso concetto di arte, oltre che ad una numericamente più copiosa produzione, la storia dell'arte sino a tempi recenti si è occupata in prevalenza delle aree culturali del bacino del Mediterraneo, sul quale si affacciano le regioni dell'arte classica e rinascimentale.
Con il sorgere del secondo millennio, allo studio dell'arte greca e di quella romana, di quella bizantina e di quella prodotta nell'area italiana e provenzale, si è estesa la considerazione alle produzioni delle aree dei Franchi e dei Sassoni, includendo quindi progressivamente porzioni sempre più estese di fonti del Vecchio Continente, di pari passo con lo sviluppo delle comunicazioni culturali fra gli stati europei, che consentivano di prendere scambievole nozione, ad esempio del contributo romanico e di quello gotico.
Il succedersi dell'Umanesimo e del Rinascimento italiano, seguiti dalla renaissance francese, riportò sulla penisola italiana e sul paese confinante il fuoco dell'attenzione. È questo, del resto, il periodo in cui la produzione artistica esplose di rigogliosa fioritura particolarmente nei campi della pittura, della scultura e dell'architettura, ed è dunque la fase in cui divenne parimenti necessario uno sviluppo organico dello studio, anche in ragione, non va nascosto, del crescente valore economico delle opere di quei campi.
In più, mutate condizioni culturali favorirono lo sviluppo di una sorta di ceto artistico, forse non organizzato in corporazione, ma comunque di sempre più solida importanza sociale, caratterizzato da un verso dalla pluralità di modi espressivi di ciascun autore (spesso capace, cioè, di dipingere come di scolpire, o di usare altre forme artistiche) e da un altro verso da una sempre più intensa comunicazione fra gli autori che, nella sfida competitiva come nella prova istrionica, davano prova costante di conoscenza tecnica e logica delle opere dei colleghi (e quindi compivano un vero e proprio studio dell'arte altrui). Il più noto fra coloro che si posero con consapevolezza scientifica dinanzi alla produzione dei colleghi fu certamente Giorgio Vasari, che con la sua opera Vite degli Artisti, malgrado l'assenza del mero tentativo di evitare giudizi personalistici, introduce peraltro un canone (si potrebbe forse dire un canone artistico) nello studio storico che si riflette tuttora nello svolgimento dei temi di questa disciplina.
Se nel Seicento entrarono a far parte dello studio le "barocche forme del barocco" (intendendosi, con questa nota locuzione, l'innumerevole e ridondante quantità di differenziazioni produttive nei sempre più numerosi paesi in cui fu sviluppata), e mentre si consolidava l'importanza della produzione dei paesi dell'Europa settentrionale, con il riconoscimento dell'importanza dell'area fiamminga, il lussuoso Settecento aprì a nuove aree di studio, incrementate peraltro dallo sviluppo della musica e delle arti letterarie e teatrali.
Lo studio ottocentesco si giovò dei progressi tecnici (anche delle altre scienze, ad esempio dell'archeologia) per approfondire l'indagine e di un diffuso crescente sentore di "necessità d'arte" per imporre l'importanza delle proprie elaborazioni, nel secolo che avrebbe celebrato la consacrazione delle "Belle Arti".
Il Novecento, con gli straordinari sviluppi delle modalità di comunicazione, ma anche (e forse per effetto di quelli) con la sua crescente progressione di approfondimento culturale, di pari passo seguita dall'espansione fra le classi sociali della frequentazione dell'arte (e con la diffusione dell'arte popolare), creò le condizioni per una venuta a maturità della storia dell'arte, che oggi ricerca con indirizzo più strettamente scientifico di ristrutturare le proprie metodologie.
La storia dell'arte, contrariamente ad una tradizione peraltro più avvertita presso le culture anglosassoni che non presso quelle latine, non si limita (o forse non si limita più) all'indagine sulle arti figurative (e visive in genere), nonostante soprattutto in relazione ai secoli passati tale specialità costituisca una porzione ben rilevante dell'intera sua analisi.

### Le critiche alla critica
Sempre labile si è rivelata la linea di confine fra il relato storico ed il commento critico, e ben più che per la storia, si segnala per questa disciplina invece un costante conflitto fra l'esigenza di una narrazione oggettiva e neutrale, come nel metodo scientifico tradizionale, e la difficoltà di rendere l'elaborazione e l'analisi senza far trapelare un convincimento dello studioso (artistico, filosofico, religioso, etico) che inevitabilmente finisce col costituire interpretazione e dunque si pone a rischio di partigianeria, comunque motivata.
Nel tempo, quindi, la critica ha assunto un ruolo di cospicua infiltrazione (con la relativa influenza) nella narrazione storica, determinando, a detta di alcuni, i successi o l'oblio di talune opere e di taluni artisti; la circostanza ha una sua rilevanza non irrisoria dato il necessario riferimento materiale al finanziamento dell'arte, che abbisogna infatti quasi sempre (con poche eccezioni) di una disponibilità finanziaria di terzi (anche successivamente alla realizzazione dell'opera, in stretti termini di "vendibilità commerciale" della stessa) per potersi alimentare. La determinazione delle provvidenze per l'arte (mecenatismo) è infatti spesso storicamente dipesa dalle analisi degli storici dell'arte, assunti (taluno dice, assoldati) dai munifici "sponsor" che desiderano finanziare l'arte (ed investire in arte), pur non disponendo di capacità critiche personali.

## L'arte delle prime civiltà

### L'arte nella Mesopotamia
Nell'area compresa tra l'odierna Turchia e la foce dei due fiumi Tigri ed Eufrate, allora chiamata Mesopotamia, circa 5000 anni fa, i primi agricoltori impararono a governare le piene dei fiumi e a sfruttare la fertilità del suolo.
Lo sviluppo economico che ne seguì permise la formazione delle più antiche città della storia. Il popolo dei Sumeri fu il primo a insediarsi in Mesopotamia attorno al 4500 a.C.; è a loro che dobbiamo progressi tecnologici quali l'uso della ruota e l'invenzione della scrittura. Successivamente altre popolazioni si stabilirono in quest'area: nel 2000 a.C. gli Assiri, un popolo guerriero e molto combattivo e nel 1800 a.C. i Babilonesi, così chiamati dal nome della mitica città di Babilonia. Le città, anche se costruite in epoche diverse, avevano caratteristiche comuni: erano circondate da mura o fossati e possedevano all'interno un grande tempio, detto ziqqurat, realizzato con mattoni di argilla essiccati al sole. Sulla sommità di questi imponenti edifici si riteneva abitassero le divinità, a cui i sacerdoti e fedeli si rivolgevano con preghiere e offerte.

### L'arte in Egitto

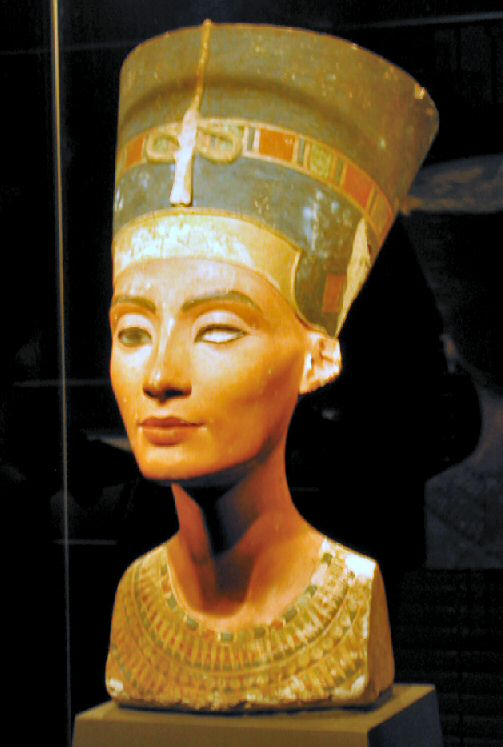
Busto di Nefertiti

Nell'antico Egitto l'arte era uno strumento al servizio della politica e della religione. Essa rifletteva l'immutabilità del potere del faraone, il suo essere divinità vivente che continua a esistere nell'immagine dipinta o scolpita anche dopo la morte.
Nella statuaria gli dèi, il faraone, i dignitari di corte furono rappresentati sempre in pose stilizzate, con lineamenti idealizzati che non conoscono i segni della vecchiaia o della malattia. Nella postura in piedi, hanno le braccia lungo i fianchi e muovono un passo in avanti come se camminassero lentamente; se vengono ritratti seduti appoggiano le mani sulle ginocchia. Tutto era previsto dal rigido cerimoniale di corte e agli artisti non rimaneva che seguire delle precise regole di rappresentazione. L'unica eccezione riguardò il regno di Amenofi IV (poi conosciuto come Akhenaton): questo faraone promosse la massima rivoluzione religiosa della storia d'Egitto e durante il suo regno agli artisti venne concessa una maggiore libertà interpretativa, come testimonia il busto-ritratto della regina Nefertiti, sua moglie.

## L'arte greca

### L'acropoli, orgoglio e vanto di Atene

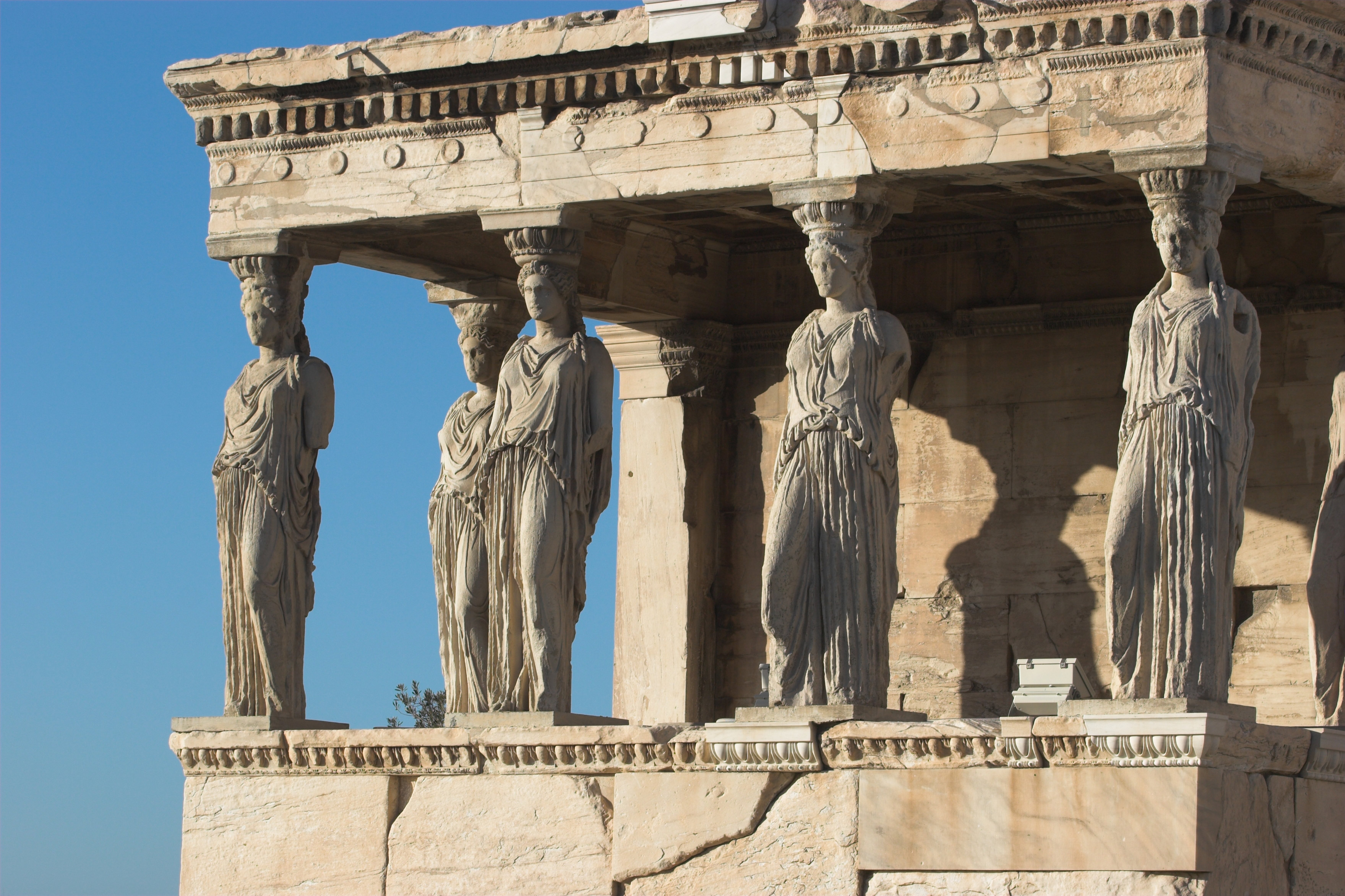
La loggia delle Cariatidi

Le prime póleis greche nacquero a partire dall'VIII secolo a.C. La rapida crescita della popolazione e la scarsità delle risorse spinsero i Greci a esportare questo modello di organizzazione anche nelle colonie, che fondarono un po' in tutto il Mediterraneo.
Al centro della pólis, circondate da case e botteghe, si trovava l'agorà, la piazza del mercato e delle pubbliche assemblee; la parte più alta della città costituiva l'acropoli.
La più celebre acropoli della Grecia è quella di Atene.
L'acropoli era l'area sacra, dove sorgevano i templi in onore delle divinità e si celebravano le feste Panatenee, con solenni processioni religiose e manifestazioni sportive.
Con il governo di Pericle, l'artefice della democrazia ateniese, e sotto la supervisione dello scultore Fidia, la rocca di Atene si trasformò in un frenetico cantiere dove affluivano gli ingegni e gli artisti migliori del tempo. Si costruirono il Partenone, tempio così chiamato da Athena Parthénos, la dea protettrice della città; i Propilei, cioè l'ingresso monumentale all'area sacra; il Tempio di Atena Nike, di piccole dimensioni ma di squisita eleganza; l'Eretteo, un tempio costituito da diversi ambienti tra cui la celebre Loggia delle Cariatidi, dove le colonne sono sostituite da eleganti figure femminili.

### Il tempio
Per i Greci il tempio doveva esprimere un'idea di bellezza e armonia tra le parti, per questo alla sua costruzione partecipavano i più abili architetti del tempo.
Presso il cantiere, le maestranze prima sbozzavano i blocchi facendo assumere loro la forma desiderata, poi servendosi di funi e carrucole, li collocavano nel punto stabilito dall'architetto.
L'esterno del tempio veniva successivamente decorato da rilievi e da sculture, a volte dipinte con colori vivaci; i rilievi ornavano sia il frontone sia il fregio.
Il tempio più ammirato dell'acropoli di Atene fu sicuramente il Partenone. Ciò che rendeva questo edificio il caposaldo dell'arte greca era soprattutto la ricchezza delle sue decorazioni, superiori a qualsiasi edificio mai costruito.
L'artista chiamato a dirigere questo immenso cantiere fu lo scultore Fidia, uno dei più grandi artisti di tutti i tempi.

### Ordini architettonici e regole di armonia
Il tempio rappresentava per i Greci la costruzione più perfetta e armoniosa. Per raggiungere questa perfezione gli architetti si servivano di regole geometriche e matematiche con cui legare ogni dettaglio dell'edificio.
Questi diversi modi di concepire la costruzione di un tempio sono stati chiamati «ordini». Gli ordini utilizzati dai Greci sono tre:
- Dorico (dal nome del popolo dei Dori)
- Ionico (dal nome del popolo degli Ioni)
- Corinzio (dal nome della città di Corinto)

#### L'ordine dorico

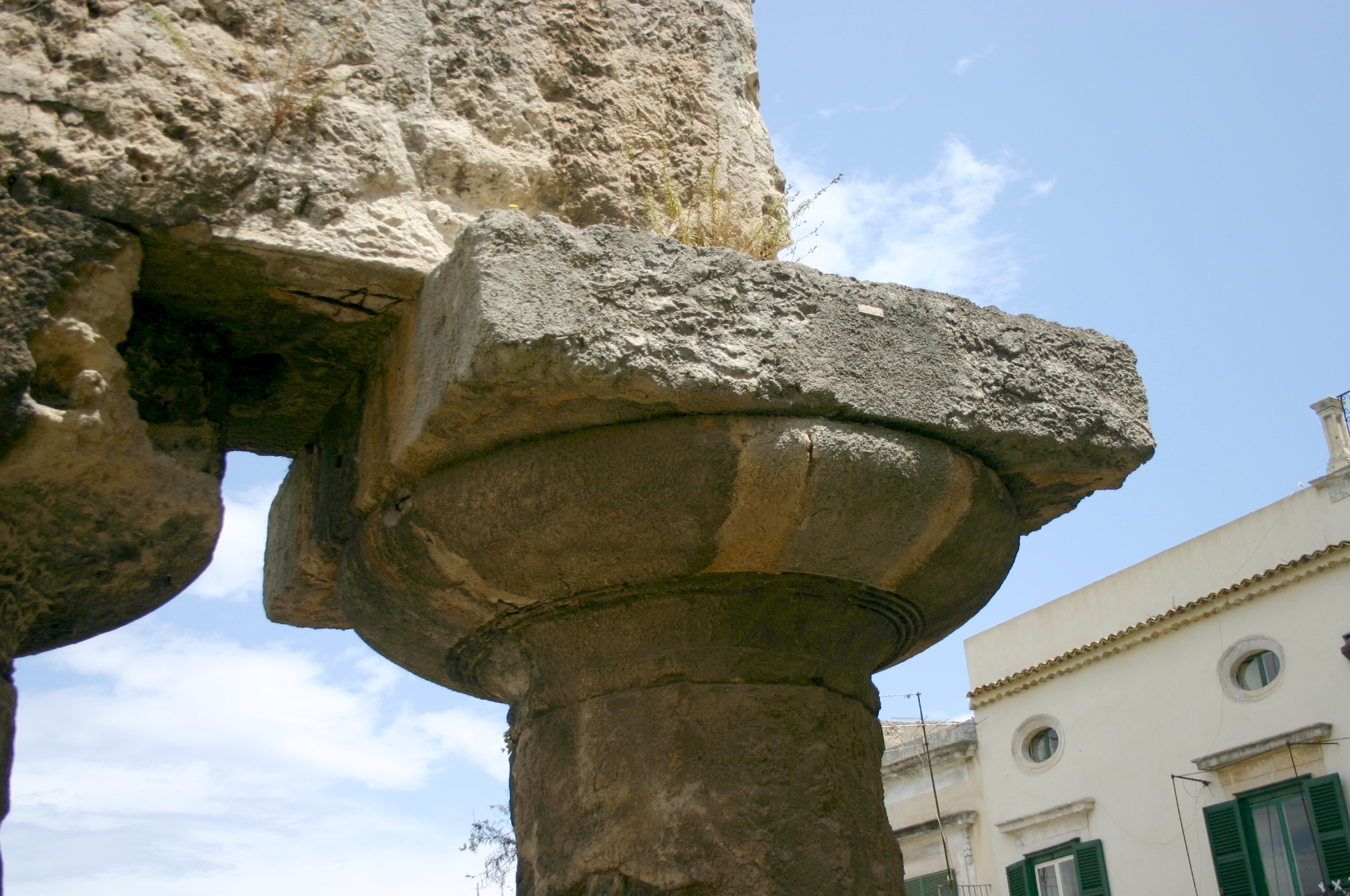
Capitello dorico

Si caratterizza per l'essenzialità e la solennità delle sue forme.
La colonna dorica non ha una base, poggia direttamente sullo stilòbate (il pavimento del tempio), è rastremata verso l’alto (si restringe verso l'alto) ed è solcata da 20 scanalature a spigolo vivo. A 3/4 della colonna è presente l’entasi, un lieve rigonfiamento che serviva per correggere l’effetto ottico che rendeva le colonne concave se viste da lontano.
Il capitello ha una forma semplice (formata da echino e abaco) che serve a sostenere i blocchi di pietra rettangolare che formano l'architrave.
La decorazione del fregio è costituita da lastre scolpite dette mètope alternate da pannelli solcati da tre scanalature detti triglìfi.

#### L'ordine ionico

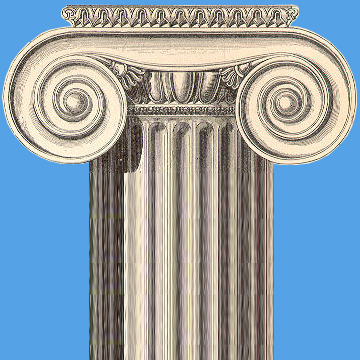
Capitello ionico

Si caratterizza per una maggiore eleganza e leggerezza rispetto a quello dorico.
La colonna non poggia direttamente sullo stilòbate, ma ha una propria base costituita da toro (sporgenza), scozia (rientranza), toro. Le scalanature sono 24 e a spigolo smussato. Il capitello è decorato da òvoli (così chiamati per la forma che ricorda delle mezze uova) e da due eleganti volute che si piegano lateralmente.
Nella trabeazione, il fregio è continuo: sono assenti metope e triglifi.

#### L'ordine corinzio

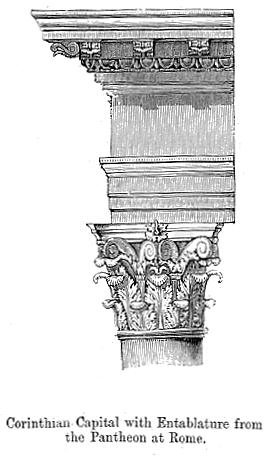
Ordine corinzio

L'ordine corinzio (l’ultimo dei tre ordini) fu impiegato soprattutto per l'interno dei templi.
Il fusto della colonna corinzia è uguale a quello dell’ordine ionico con l’aggiunta del plinto sotto la base della colonna.
Il capitello è formato da due corone di foglie di acanto ed è la parte che caratterizza maggiormente l’ordine corinzio.

### La scultura dell'età arcaica e classica
Gli artisti della Grecia antica cercarono di produrre delle opere ideali, in grado di non sfigurare al cospetto delle divinità. Questo risultato fu raggiunto, specialmente nella scultura a tutto tondo, attraverso un lungo e ininterrotto processo di perfezionamento formale. Le prime testimonianze appartengono all'età arcaica, tra il VII e il VI secolo a.C.: si tratta di giovani nudi o di fanciulle vestite caratterizzati dalla fissità dell'espressione.
Durante l'età classica (V-IV secolo a.C.), uno studio più attento del movimento e dell'anatomia umana permise agli scultori di raggiungere traguardi di sorprendente bellezza e armonia. I Greci idealizzavano la bellezza fisica, a cui doveva sempre rispondere la bellezza interiore: l'una doveva essere lo specchio dell'altra. Le opere di Policleto, di Mirone e di Prassitele testimoniano lo straordinario livello raggiunto nella ricerca delle proporzioni. Bisogna tuttavia ricordare che nessuna di queste statue è da intendersi come il ritratto di persone realmente esistite: sono piuttosto la rappresentazione delle qualità fisiche e morali del genere umano e, proprio perché distaccate dalla realtà terrena, si collocano in una sfera di ideale perfezione.

### L'arte ellenistica
Durante questa stagione Greci e non Greci furono protagonisti di una storia e di una cultura universali capace di mettere in contatto tra loro mondi e tradizioni diverse.
Con l'Ellenismo la Grecia non rappresentò più l'unico centro d'influenza del mondo antico: la Macedonia, le città di Pergamo in Asia Minore, di Antiochia in Medio Oriente e di Alessandria d'Egitto divennero centri politici, culturali e artistici altrettanto importanti.
Questi cambiamenti portarono molte novità nelle arti. Nella costruzione degli edifici, gli architetti cercarono di esaltare la spettacolarità, la monumentalità e la scenografia.
Le città ellenistiche, racchiuse da solide mura, divennero simili ad immensi teatri. Colossali sculture, poderosi colonnati e scalinate imponenti avevano lo scopo di intimorire i sudditi e di glorificare la potenza dei tiranni, che in epoca ellenistica avevano sostituito i regimi democratici.
Gli artisti al loro servizio, abbandonati gli ideali astratti della bellezza, presero in considerazione aspetti prima trascurati. Le ricerche dei pittori e degli scultori mutarono e si diversificarono: essi rappresentarono con realismo espressioni di dolore, crudeltà e sofferenza fisica; si presero gioco dei difetti umani raffigurando persone afflitte dalla vecchiaia o dalla deformità; impararono a interpretare in modo più esplicito la seducente bellezza del corpo femminile.

## L'arte etrusca

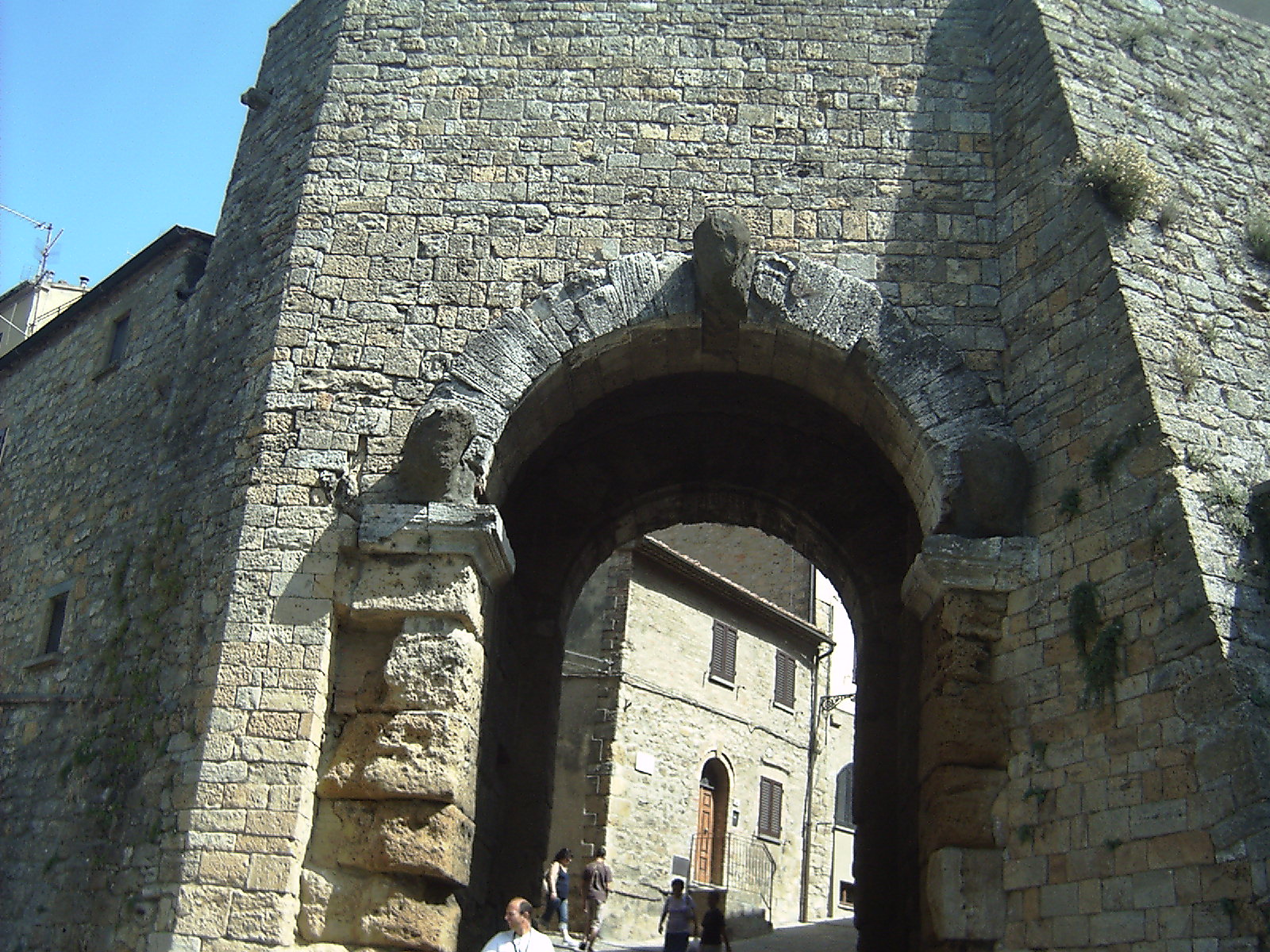
La Porta dell'Arco presso Volterra

L'arte etrusca si espresse ad alto livello nella lavorazione dei metalli, nella ceramica e nella pittura, raggiungendo risultati di rilievo; poiché la pittura greca è andata perduta, quella etrusca rappresenta la più importante testimonianza di epoca pre-romana.
Gli Etruschi rivelarono la loro abilità soprattutto nella costruzione di edifici civili e religiosi, adottando l'arco a volta semicircolare.
A loro si deve la costruzione di città fortificate con possenti mura in pietra e dotate di porte, quali Perugia, Arezzo, Volterra. Purtroppo la deperibilità dei materiali e il fatto che le città etrusche siano state espugnate, riedificate nei secoli successivi e abitate fino ai nostri giorni, hanno causato la perdita pressoché totale delle realizzazioni di quella civiltà.

## L'arte romana
L'evoluzione dell'arte romana avvenne gradualmente, sotto l'influenza della pittura greca ed etrusca. In genere si trattava di una pittura veloce, stesa con rapidi tocchi di colore, e tuttavia capace di sorprendenti effetti tridimensionali.
Andata perduta quasi del tutto la pittura su tavola, si è salvato un consistente numero di affreschi, notevole soprattutto a Pompei e a Ercolano, destinati a ornare grandi edifici pubblici e lussuosi ambienti domestici. Si è anche conservato un notevole numero di mosaici, spesso utilizzati in alternativa alla pittura per decorare pareti e pavimenti. I maestri mosaicisti, impiegando tessere molto piccole, riuscivano infatti a produrre effetti cromatici simili alla pittura.
I temi variano da motivi geometrici a soggetti tratti dalla natura a riproduzioni di giochi, battaglie o scene di caccia.

## L'arte paleocristiana

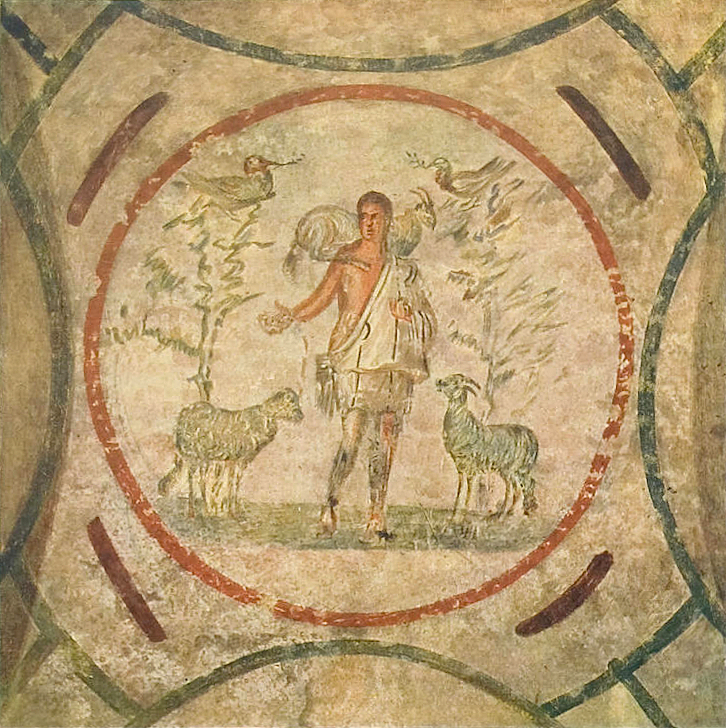
Il Buon pastore, Catacombe di Priscilla, Roma

Nel III secolo, nonostante le persecuzioni, il Cristianesimo era già diventato una religione abbastanza diffusa. Gli esempi di arte paleocristiana (dagli inizi, fino al sec. VI circa), risalenti a questo periodo sono piuttosto scarsi e di quantità modesta. Per le tombe i primi cristiani sceglievano dei cimiteri comunitari assai semplici, detti catacombe (gallerie sotterranee).
Ma quando il cristianesimo diventò la religione ufficiale dell'impero, la chiesa, organizzata con una propria gerarchia, fece costruire appositi edifici per il culto, come la basilica e il battistero, in grado di accogliere l'intera comunità dei fedeli. Innalzati di solito dove era stato martirizzato o sepolto un santo (come la Basilica di San Pietro), questi edifici vennero spesso eretti con marmi recuperati dalle costruzioni romane in rovina. Lo scopo non era solo quello di risparmiare, ma anche di sottolineare il carattere romano di queste costruzioni.

## Arte bizantina
L'arte bizantina si è sviluppata nell'arco di un millennio, tra il IV ed il XV secolo, prima nell'ambito dell'Impero romano, poi di quello bizantino, che ne raccolse l'eredità. Le caratteristiche più evidenti dei canoni dell'arte bizantina sono la religiosità, l'anti-plasticità e l'anti-naturalismo, intese come appiattimento e stilizzazione delle figure, volte a rendere una maggiore monumentalità ed un'astrazione soprannaturale (smaterializzazione dell'immagine). Infatti il gusto principale dell'arte bizantina è stato quello di descrivere le aspirazioni dell'uomo verso il divino. L'arte bizantina ha comunque avuto espressioni stilistiche molto diverse fra di loro nei suoi oltre mille anni di vita, ma nell'Impero d'Oriente l'arte rimase quasi invariata.

## Arte longobarda
Con arte longobarda si intende l'intera produzione artistica cui si diede corso in Italia durante il periodo e nel territorio della dominazione longobarda (568-774), con residuale permanenza nell'Italia meridionale fino al X-XI secolo, indipendentemente dall'origine etnica dei vari artefici, tra l'altro spesso impossibile da definire. Al loro ingresso in Italia, il popolo germanico orientale dei Longobardi portò con sé la propria tradizione artistica di matrice germanica, anche se già influenzata da elementi bizantini durante il lungo soggiorno del popolo in Pannonia (VI secolo); tale matrice rimase a lungo visibile nell'arte longobarda soprattutto nei suoi aspetti formali e ornamentali (simbolismo, horror vacui, decori fitomorfi o zoomorfi). In seguito al radicarsi dello stanziamento in Italia, ebbe inizio un vasto processo di fusione tra l'elemento germanico e quello romanico (latino-bizantino), che diede vita a una società sempre più indistinta.

## Arte romanica
Il romanico è quella fase dell'arte medievale europea sviluppatasi a partire dalla fine del X secolo all'affermazione dell'arte gotica, cioè fin verso la metà del XII secolo in Francia e i primi decenni del successivo in altri paesi europei (Italia, Inghilterra, Germania, Spagna). Il romanico rinnovò principalmente l'architettura e la scultura monumentale, quest'ultima applicata all'architettura stessa (come decorazione di portali, capitelli, lunette, chiostri...).

## Arte gotica
L'arte gotica nasce in un periodo compreso fra la metà del XII secolo e, in alcune aree europee, i primi decenni del XVI secolo. La novità più originale dell'architettura gotica è la scomparsa delle spesse masse murarie tipiche del romanico: il peso della struttura non veniva più assorbito dalle pareti, ma veniva distribuito su pilastri all'interno e nel perimetro, coadiuvati da strutture secondarie come archi rampanti e contrafforti. Lo svuotamento della parete dai carichi permise la realizzazione di pareti di luce, coperte da magnifiche vetrate, alle quali corrispondeva fuori un complesso reticolo di elementi portanti. Anche in scultura gli artisti di epoca gotica si mossero a partire dalle conquiste del secolo precedente, quali la ritrovata monumentalità, l'attenzione per la figura umana, il recupero della plasticità e del senso del volume. Le innovazioni furono radicali e si pervenne dopo molti secoli ad una rappresentazione della figura umana finalmente realistica e aggraziata. La pittura nel periodo gotico subì uno scarto temporale rispetto alle altre arti arrivando a un rinnovamento con un ritardo di tre-quattro decenni, grazie alla scuola italiana, grazie all'opera di Giotto.

## Arte rinascimentale

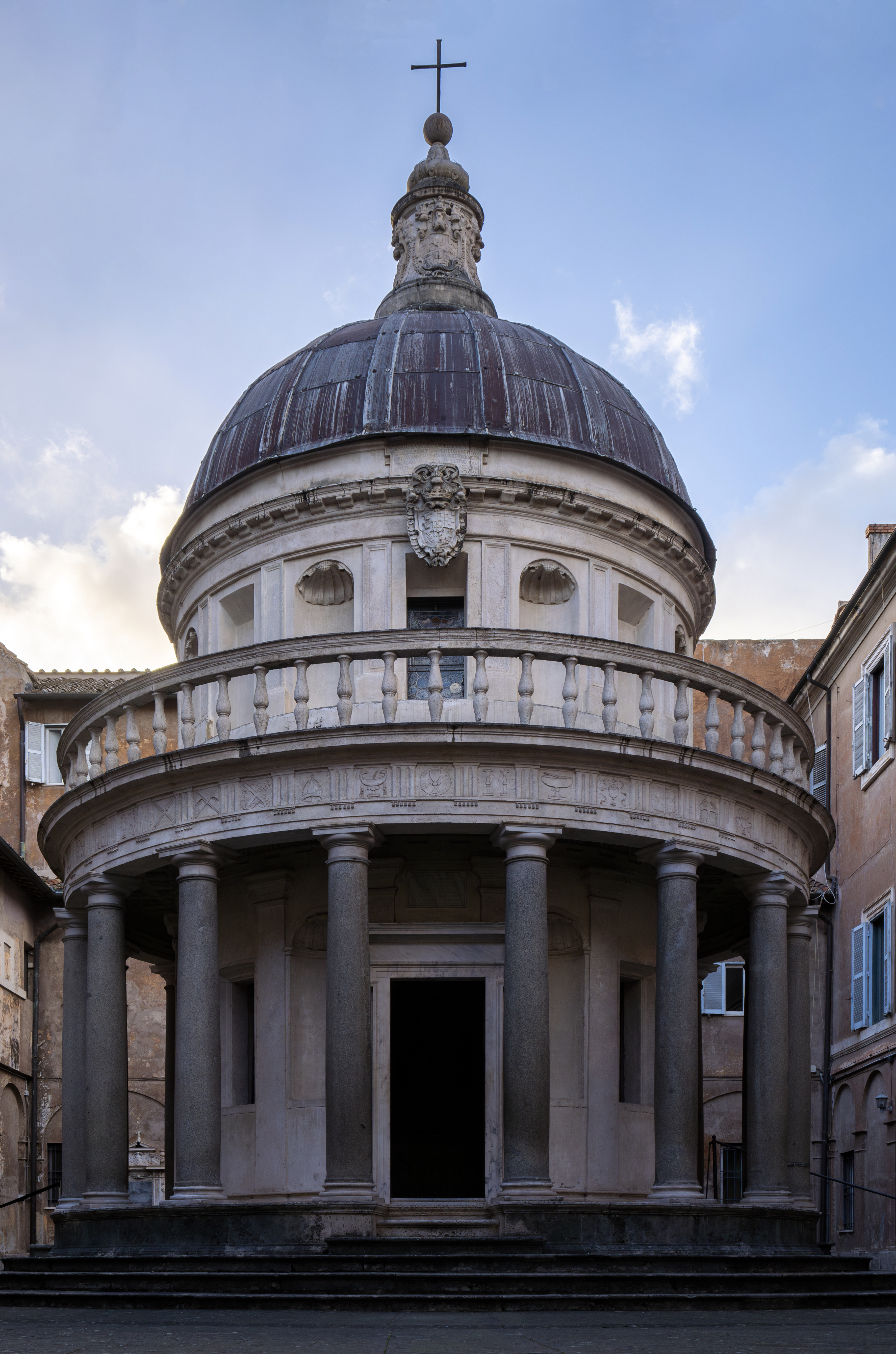
Tempietto di San Pietro in Montorio di Donato Bramante

Nel Rinascimento (XIV sec.-XV sec.) si ha una vera e propria rinascita delle arti. In architettura vengono reinterpretati gli ordini classici (dorico, ionico, corinzio) e gli edifici religiosi e civili vengono progettati con precisi criteri di proporzionalità tra le parti come nell'architettura romana e greca. Vengono, inoltre, ristrutturati molti edifici medievali e viene ampliato il tessuto urbano come a Firenze che tra il 1450 e 1470 vengono edificati trenta nuovi palazzi. Vengono costruite molte ville di campagna dove i nobili si recavano durante l'estate. 

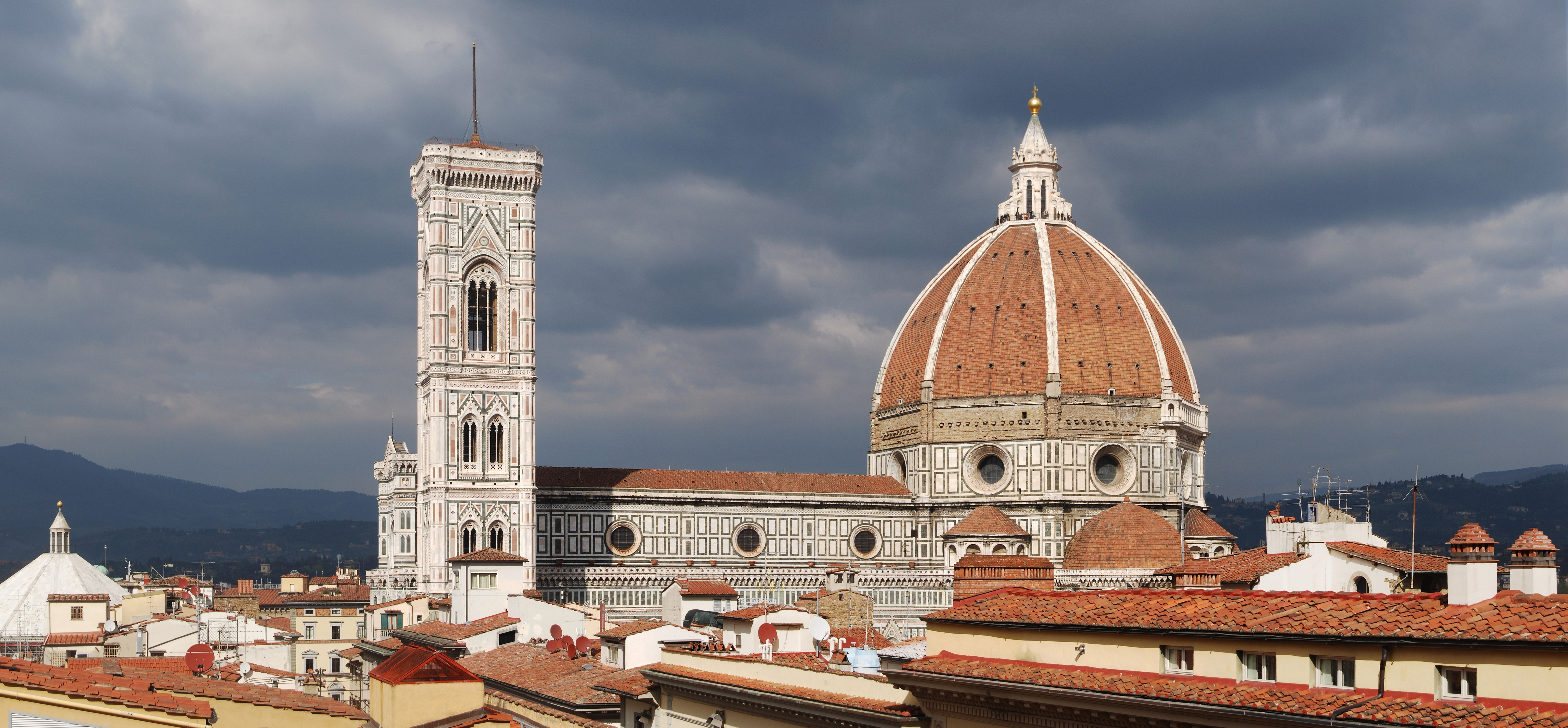
La cupola di Santa Maria del Fiore di Filippo Brunelleschi

I principali architetti sono Filippo Brunelleschi (1377-1446) che realizzò la cupola della chiesa di Santa Maria del Fiore e l'ospedale degli innocenti a Firenze; Michelangelo Buonarroti (1475-1564) che realizzò la Sagrestia Nuova nella chiesa di San Lorenzo e la biblioteca Laurenziana a Firenze, progettò la cupola di San Pietro in Vaticano e restaurò piazza del Campidoglio, i Palazzi dei Conservatori e i Musei Capitolini; Donato Bramante (1444-1514) che usò la prospettiva illusoriamente nei suoi edifici per creare un effetto di uno spazio che si estende oltre i confini della realtà, un esempio è la chiesa di Santa Maria presso San Satiro; realizzò inoltre il Tempietto di San Pietro in Montorio e contribuì alla costruzione della basilica di San Pietro; Leon Battista Alberti (1406-1472) che scrisse il Trattato sull'Architettura e realizzò i modelli di chiesa e palazzo cittadino utilizzati per tutto il Rinascimento: la chiesa di Sant'Andrea a Mantova e il palazzo Rucellai a Firenze. 

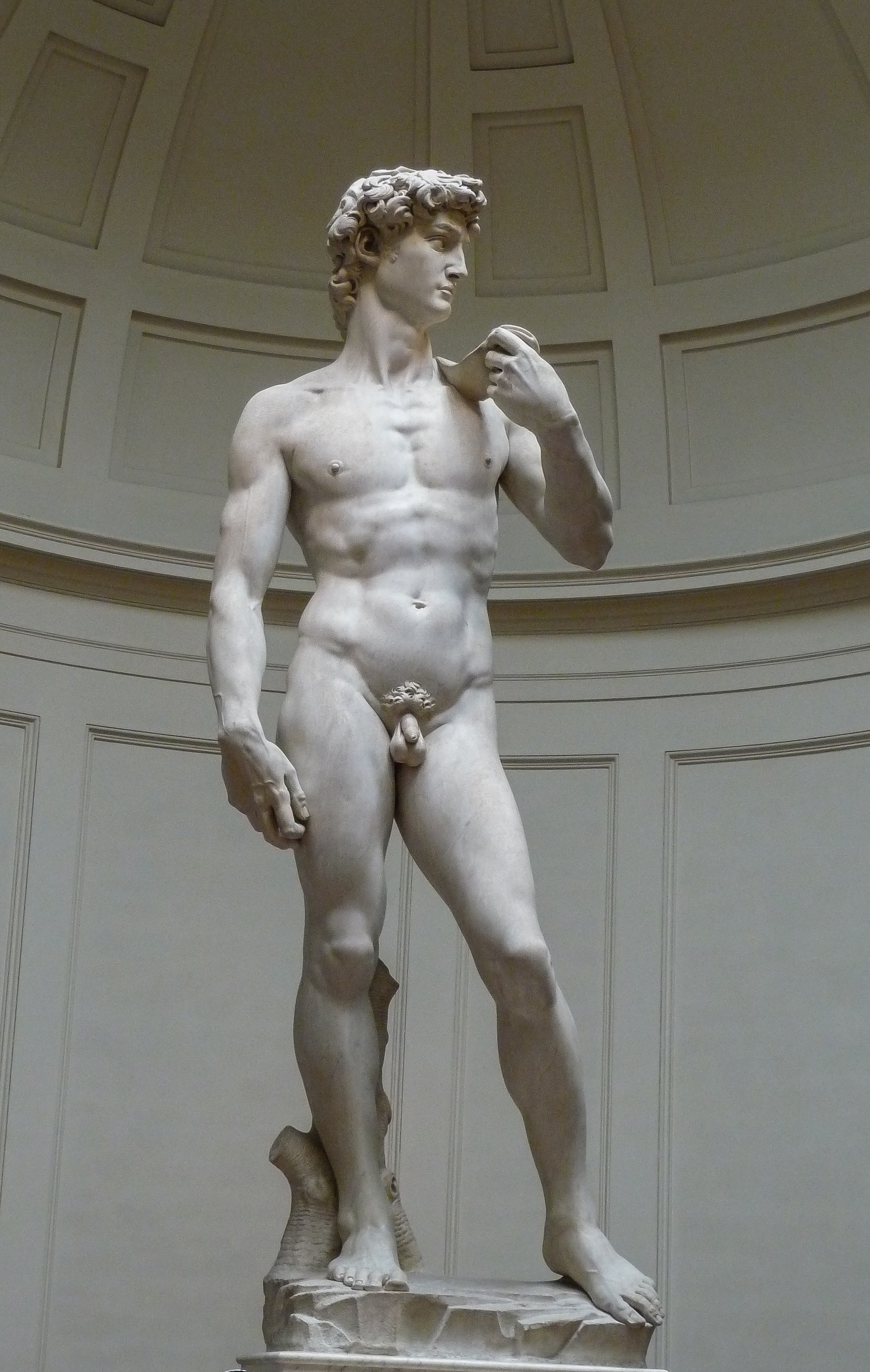
il David di Michelangelo

In scultura la figura umana è studiata nelle sue caratteristiche anatomiche, nelle sue proporzioni, nelle sue diverse posizioni e espressioni; viene inoltre riutilizzata la tecnica a cera persa, inventata dai romani e caduta in disuso nel Medioevo, per la realizzazione di sculture in bronzo. I principali scultori sono: nel primo Rinascimento Donato di Niccolò di Betto Bardi detto Donatello (1386-1466) che realizza numerose statue in bronzo, come il monumento equestre di Erasmo da Narni setto "Gattamelata" a Padova, e molti bassorilievi con la tecnica dello stiacciato da lui inventata, e Michelangelo Buonarroti che realizza la Pietà conservata nella basilica di San Pietro in Vaticano, e il David conservato a Firenze. 
Il David non rappresenta solo l'eroe biblico che uccise Golia, ma rappresenta la forza della città di Firenze che riesce a distruggere qualsiasi nemico nel nome di Dio. I principali pittori sono Piero della Francesca (1420 circa-1492) che lavora ad Urbino per il Duca di Montefeltro; Andrea Mantegna (1431-1501) che dipinge molti palazzi dei marchesi Gonzaga, a Mantova; Francesco del Cossa (1436-1478) che realizza a Ferrara, per il Duca d'Este, il Salone dei Mesi nel palazzo Schifanoia; Paolo Uccello (1397-1475) che lavora a Firenze per i de' Medici, realizzando affreschi con temi del Gotico Internazionale (dame, cavalieri) utilizzando la tecnica della prospettiva; Sandro Botticelli (1445-1510) che realizza a Firenze dipinti con figure aggraziate ed eleganti come nella Nascita di Venere; Michelangelo Buonarroti (1475-1564) in cui, nei suoi dipinti, è evidente la mentalità di scultore: infatti le figure dominano il dipinto, hanno volumi solidi, compatti e imponenti e una muscolatura molto evidente come nel dipinto Tondo Doni conservato nella Galleria degli Uffizi a Firenze o nell'affresco del Giudizio Universale realizzato da Michelangelo, per papa Giulio II, nella Cappella Sistina; Raffaello Sanzio (1483-1520) che fu allievo del Perugino, anche se superò in un modo sorprendente il suo maestro, come è evidente nello Sposalizio della Vergine.

## Manierismo
Il Manierismo è un movimento artistico, nato nella seconda metà del Cinquecento, che si ispirava ai grandi artisti del Rinascimento, in particolare a Michelangelo Buonarroti. Il Termine "Manierismo", coniato da Giorgio Vasari nel suo libro: "Le vite de' più eccellenti pittori, scultori e architettori; da Cimabue insine à tempi nostri" , deriva dal sostantivo "maniera". Inizialmente il Manierismo venne giudicato poco originale ma successivamente gli storici lo considerarono l'ultimo sviluppo del Rinascimento. Gli artisti più importanti sono Parmigianino, Rosso Fiorentino, Pontormo e i veneti Paolo Veronese e Tintoretto, gli architetti Palladio e Sansovino.

## Arte della Controriforma
Per arte della controriforma si intende quella parte di arte europea della seconda metà del XVI secolo che è più fortemente influenzata dagli indirizzi teorici sull'arte sviluppati a seguito del Concilio di Trento.

## Arte barocca
Barocco indica lo stile dominante del XVII secolo. Il barocco diviene in brevissimo tempo, grazie alla sua esuberanza, alla sua teatralità, ai suoi grandiosi effetti e alla magniloquenza profusa su ogni superficie e con ogni materiale, lo stile tanto della Chiesa cattolica che delle monarchie europee, tese verso l'assolutismo. Caratteristiche fondamentali dell'architettura barocca sono le linee curve, dagli andamenti sinuosi, come ellissi, spirali o curve a costruzione policentrica, con motivi intrecciati tra di loro. Tutto doveva destare meraviglia e il forte senso della teatralità spinse l'artista all'esuberanza decorativa, unendo pittura, scultura e stucco nella composizione spaziale e sottolineando il tutto mediante suggestivi giochi di luce ed ombre. Furono privilegiati la monumentalità, gli effetti drammatici e i contrasti di luce. In particolare fu ricercato l'illusionismo, un effetto di inganno che traducesse in arte la perdita di certezze dominante nell'epoca. L'illusionismo, cioè la sovrapposizione tra realtà, rappresentazione e finzione, si manifestò in pittura con prospettive impossibili e giochi di specchi che rendevano un'immagine deformata della realtà

## Arte rococò
Il Rococò è uno stile ornamentale sviluppatosi in Francia nella prima metà del Settecento come evoluzione del tardo barocco, sotto il regno di Luigi XV. Si distingue per la grande eleganza e la sfarzosità delle forme, caratterizzate da ondulazioni ramificate in riccioli e lievi arabeschi floreali. Sono espresse soprattutto nelle decorazioni, nell'arredamento, nella moda e nella produzione di oggetti. Caratterizzato da delicatezza, grazia, eleganza, gioiosità e luminosità si poneva in netto contrasto con la pesantezza e i colori più forti adottati dal precedente periodo barocco. I motivi Rococò cercano di riprodurre il sentimento tipico della vita aristocratica libera da preoccupazioni o del romanzo leggero piuttosto che le battaglie eroiche o le figure religiose. Verso la fine del XVIII secolo il rococò verrà a sua volta rimpiazzato dallo stile neoclassico. 

## Arte neoclassica
Neoclassicismo è il nome dato alla tendenza culturale sviluppatasi in Europa tra il XVIII ed il XIX secolo. Il neoclassicismo fu variamente caratterizzato, ma ben riconoscibile nelle varie arti, nella letteratura, in campo teatrale, musicale e nell'architettura. Nacque come reazione al tardo barocco e al Rococò; e si ispiró all'arte antica, in particolar modo verso quella greco-romana.  Grande influenza nello sviluppo dello stile Neoclassico ebbero gli scavi di Ercolano e di Pompei, avviati dal 1738 (a Ercolano) e dal 1748 (a Pompei), da Carlo di Borbone, re di Napoli, che ispirarono, tra gli altri, Luigi Vanvitelli.

## Arte moderna
Il termine arte moderna denota lo stile e la concezione dell'arte propri di quell'epoca e, più in generale, alle espressioni artistiche che esprimono una forma di «rifiuto» per il passato e di apertura alla sperimentazione. Gli artisti moderni sperimentarono nuove forme visive e avanzarono concezioni originali della natura, dei materiali e della funzione dell'arte, alternando periodi più realisti (sia per le tecniche adottate che per i soggetti scelti) a periodi più "simbolisti" o "espressionisti" fino all'astrazione. La produzione artistica più recente è spesso definita come arte contemporanea, o arte postmoderna.

## Arte contemporanea
L'arte dopo l'era moderna si è trasformata seguendo i cambiamenti economici, globali, politici e socioculturali. La sempre maggior velocità e mole di scambi di idee, risorse economiche, informazioni e cultura intorno al globo avviene anche nel mondo dell'arte, rendendone difficile una caratterizzazione precisa. Molte delle barriere e distinzioni all'interno dell'arte sono cadute contribuendo ad una vivacità e multidisciplinarità tipica dell'arte contemporanea che ne ha fatto spesso ragione d'essere.

## Campi dello studio
La storia dell'arte comprende tradizionalmente il campo delle arti visuali:
- Storia della pittura
- Storia della scultura
- Storia dell'architettura

In un concetto più ampio può arrivare a comprendere tutte le "sette arti", comprendendo le arti performative, la letteratura e la musica.
- Storia della musica
- Storia del teatro
- Storia della letteratura
- Storia del cinema
- Storia della danza

## Cronologia della storia dell'arte
- Arte preistorica
- Arte occidentale
- Arte egizia
- Arte minoico-micenea o egea.
- Arte greca
  - Arte greca dedalica
  - Arte greca arcaica
  - Arte greca severa
  - Arte greca classica
- Arte ellenistica
- Arte etrusca
- Arte dei popoli italici
- Arte romana
  - Arte romana repubblicana
  - Arte romana imperiale
  - Arte plebea e provinciale
- Arte tardo-antica
- Arte paleocristiana
- Arte bizantina
- Arte longobarda
- Arte romanica
- Arte gotica
- Arte rinascimentale
- Arte manierista
- Arte della Controriforma
- Arte barocca
- Arte rococò
- Arte neoclassica
- Arte moderna
- Arte contemporanea

## Arte per area geografica/culturale
- Arte occidentale
- Arte africana
- Arte cinese
- Arte giapponese
- Arte indiana
- Arte islamica
- Arte mesopotamica
- Arte persiana
- Arte precolombiana
- Arte coreana
- Arte aborigena

Alcuni sviluppi autoriali
- Alois Riegl, 1893, Stilfragen (tr. in it. Problemi di stile); Spätrömiche Kunstindustrie, 1901 (tr. in it. Arte industriale della tarda romanità)
- Arnold Hauser evoluzione dell'arte (sociologo dell'arte)
- Franz Wickhoff narrazione continua
- Heinrich Wölfflin leggi della visione figurazione
- Max Dvořák situazione spirituale rispecchiata
- Julius von Schlosser apporti strutturalisti
- Cesare Brandi semiologia e arte
- Benedetto Croce il soggetto del fare artistico è inseparabile dall'opera e irriducibile allo stile
- Nicola Ivanoff il carattere di una narrazione dello sbocciare successivo e imprevedibile di maniere e stili
- J. J. Winckelmann adotta il concetto classico di storia e cerca di ricostruire l'essenza dell'arte che a suo avviso non dipende dalla storia personale degli artisti
- Luigi Lanzi le singole maniere nel particolare stile di ciascun artista ma dichiara di non essere interessato a ridurre la storia dell'arte a tratti permanenti, come farebbe una scienza naturale, aprendo lo studio alle forme visive e alle scuole

▪︎ J. D. Fiorillo
▪︎ J. B. Seroux D'Agincourt
▪︎ L. Cicognara
▪︎ F. Kugler
▪︎ A. Springer
▪︎ P. Selvatico
▪︎ G. B. Cavalcaselle
▪︎ J. A. Crowe
▪︎ L. Moretti
▪︎ A. Venturi
▪︎ R. Longhi
▪︎ P. Toesca
▪︎ B. Berenson
- Storia dell'arte senza nomi
- A. Hauser
- Storia dello stile
- H. Wölfflin
- Storicismo
- N. Pevsner
- per lo sviluppo di una sintesi
- Luigi Grassi, Mario Pepe - Dizionario di arte. Termini, movimenti e stili dall'antichità a oggi. Torino, UTET, 2003 ISBN 8877508450